# 무네아게촌
무네아게촌(胸上村)은 오카야마현 고지마군에 있던 촌이다. 현재의 다마노시에 해당한다.

## 역사
- 1889년 6월 1일 - 정촌제 시행에 의해 고지마군 무네아게촌이 발족하였다.
- 1954년 3월 1일 - 호코타테촌과 신설합병으로 도지정이 발족, 동일 무네아게촌은 폐지되었다.

## 참고문헌
- 「角川日本地名大辞典」編纂委員会, 편집. (1989년 7월). 《角川日本地名大辞典》. 33 岡山県. 角川書店. ISBN 4040013301. 다음 글자 무시됨: ‘和書’ (도움말);
- 地名情報資料室, 편집. (1990년 9월). 《市町村名変遷辞典》. 東京堂出版. ISBN 4490102801. 다음 글자 무시됨: ‘和書’ (도움말);